# Храм Покрова Богородицы в Измайлове
Храм Покрова Пресвятой Богородицы в Измайлове — православный храм в районе Измайлово города Москвы, на острове на Серебряно-Виноградном пруду. Относится к Рождественскому благочинию Московской епархии Русской православной церкви.
Главный престол освящён в честь праздника Покрова Пресвятой Богородицы.

## История
На месте Покровского храма уже на рубеже XV—XVI веков стоял деревянный храм, вероятно, сожжённый во время нашествия крымского хана Девлет Гирея. Новый деревянный трёхшатровый храм построил боярин Никита Романов в конце 1610-х — начале 1620-х годов.
Каменный Покровский храм возводился для царской усадьбы Измайлово при царях Алексее Михайловиче и Фёдоре Алексеевиче в 1671—1679 годах. Строили собор костромские мастера братья Медведевы, творившие под началом зодчего Ивана Кузнечика. Освящён в 1679 году патриархом Иоакимом в присутствии царя Фёдора. Для строительства собора применялся кирпич, изготовленный на близлежащем Строкинском заводе.

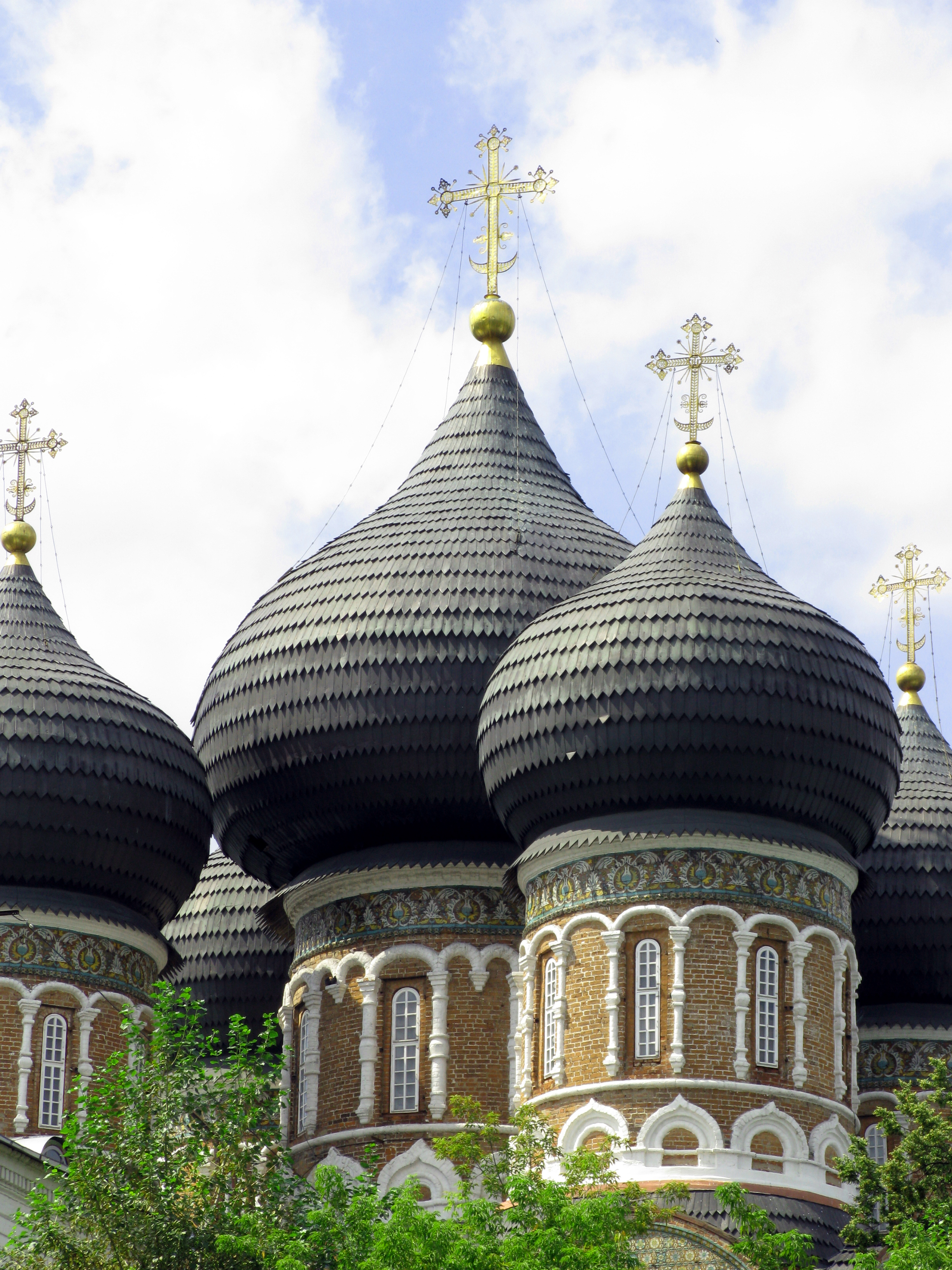
Купола храма, видны цветные изразцовые украшения

После 1812 года, когда храм сильно пострадал от нашествия французов, жёгших в нём костры, состояние здания ухудшилось: стал разрушаться фундамент, появилась трещина на фасаде, покосился центральный купол. Это привело к прекращению богослужений в середине 20-х годов XIX века.
Службы возобновились, когда вокруг храма выросла богадельня для инвалидов Отечественной войны 1812 года (а впоследствии также и других войн XIX — начала XX веков). В 1840-е годы был отреставрирован иконостас. С 1849 года Покровский собор стал домовым храмом для Измайловской богадельни.
В 1854—1922 годах в Покровской церкви хранился Измайловский список Иерусалимской иконы (ныне в измайловской церкви Рождества, а в храме Покрова имеется список).
В советское время церковь была закрыта вместе с богадельней (c 1918 года), в 1928 году в здании был размещён архив НКВД, наиболее ценные иконы из сохранявшегося с XVII века пятиярусного иконостаса исчезли. Затем в храме помещался фруктовый склад, конструкции иконостаса были уничтожены, причём большие иконы пошли на полки для фруктов (в 1960-е годы служившие полками иконы были отданы в Музей древнерусского искусства имени Андрея Рублёва). В 1970—1980-х годах в соборе был склад НИИ «Информэлектро», затем интерьеры стали реконструировать под концертный зал.
Храм вновь действует с 1990-х годов, в него были возвращены немногие уцелевшие иконы. В 2001—2002 годах создан новый иконостас. Настоятель — протоиерей Владимир Бушуев. Главный престол освящён в честь праздника Покрова Пресвятой Богородицы, придел — во имя Михаила, князя Черниговского и боярина его Феодора.

## Архитектура
При создании собора мастерам было предписано строить его «против образца соборные церкви что в Оликсандрове слободе…», то есть по образцу Покровского (ныне Троицкого) собора Александровской слободы. Предполагаемым архитектором собора считается Иван Кузнечик, каменные работы выполняли каменщики-костромичи во главе с Григорием и Фёдором Медведевыми.
Собор представляет собой традиционный четырёхстолпный крестово-купольный храм, исполненный в традициях московского зодчества третьей четверти XVII века. В отличие от собора в Александрове, собор в Измайлове был возведён без подклета, более высоким, пятиглавым, со ступенчатыми всходами с трех сторон. Первоначальная глубина залегания фундамента всего 60—70 сантиметров.
Наружные стены Покровского собора делятся на три части. Так как центральная глава, диаметром 8,5 м, опирается на более крупный и высокий, по сравнению с угловыми, барабан, то и средний компартимент шире боковых. Прясла стен разделены сдвоенными белокаменными полуколонками с кубическими базами и капителями. Углы четверика выделены тройными полуколонками. Боковые прясла прорезают большие арочные двусветные окна, проёмы которых объединяет общий наличник.
Три апсиды равны по высоте. Первоначально строго по центру северной, южной и западной стен размещались входы с перспективными порталами. К ним вели ступенчатые крыльца-паперти с покрытием в форме бочки. После перестройки середины XIX века крыльцо сохранилось только на западе.
Снаружи храм украшен выдающимися многоцветными изразцами, заполняющими все тимпаны закомар. При этом центральные тимпаны заполнены изразцами с узором «павлинье око», а боковые — со стилизованными цветами и розетками, насчитывающими одиннадцать видов рисунков. Изготовлен керамический декор собора в 1673 году, а установлен к концу строительных работ в 1674—1675 годах. Создатели изразцов на Покровском соборе — Степан Иванов по прозвищу Полубес и Игнат Максимов.
В 1682 году Покровский собор в Измайлове послужил образцом для монастырского храма во Флорищевой пустыни.
В 40-е годы XIX века реставрация собора велась по проекту архитектора Константина Тона. Для укрепления здания, имевшего серьёзные деформации кладки, уровень земной поверхности вокруг него был повышен почти на 1,5 м, что привело к изменению пропорций памятника. К собору с севера, востока и юга были пристроены жилые корпуса Измайловской богадельни. При пристройке были разобраны южное и северное крыльца. В соборе было установлено пневматическое отопление по проекту инженера Николая Амосова.
Оригинальное внутреннее убранство утрачено.

## Духовенство
- Настоятель храма — митрополит Иоанн (Рощин);
- протоиерей Виктор Казанцев;
- иерей Дмитрий Макеев;
- иерей Александр Привалов;
- диакон Дмитрий Пушкарев;

Почившее духовенство:
- Настоятель протоиерей Владимир Бушуев (15.09.1952 — 09.05.2020);
- протоиерей Пётр Илькевич (заштатный священник) (03.11.1933 — 03.09.2014)[12].

## Святыни
Ковчег с мощами святых:
- преподобных старцев Оптинских Исаакия, Илариона, Антония, Варсонофия, Льва, Нектария, Анатолия, Иосифа, Моисея, Амвросия, Макария, Анатолия I;
- преподобномученика Акакия;
- священномученика Харалампия;
- великомученика Пантелеимона;
- великомученик Феодора Тирона;
- частица Дуба Мамврийского.

## Фотографии

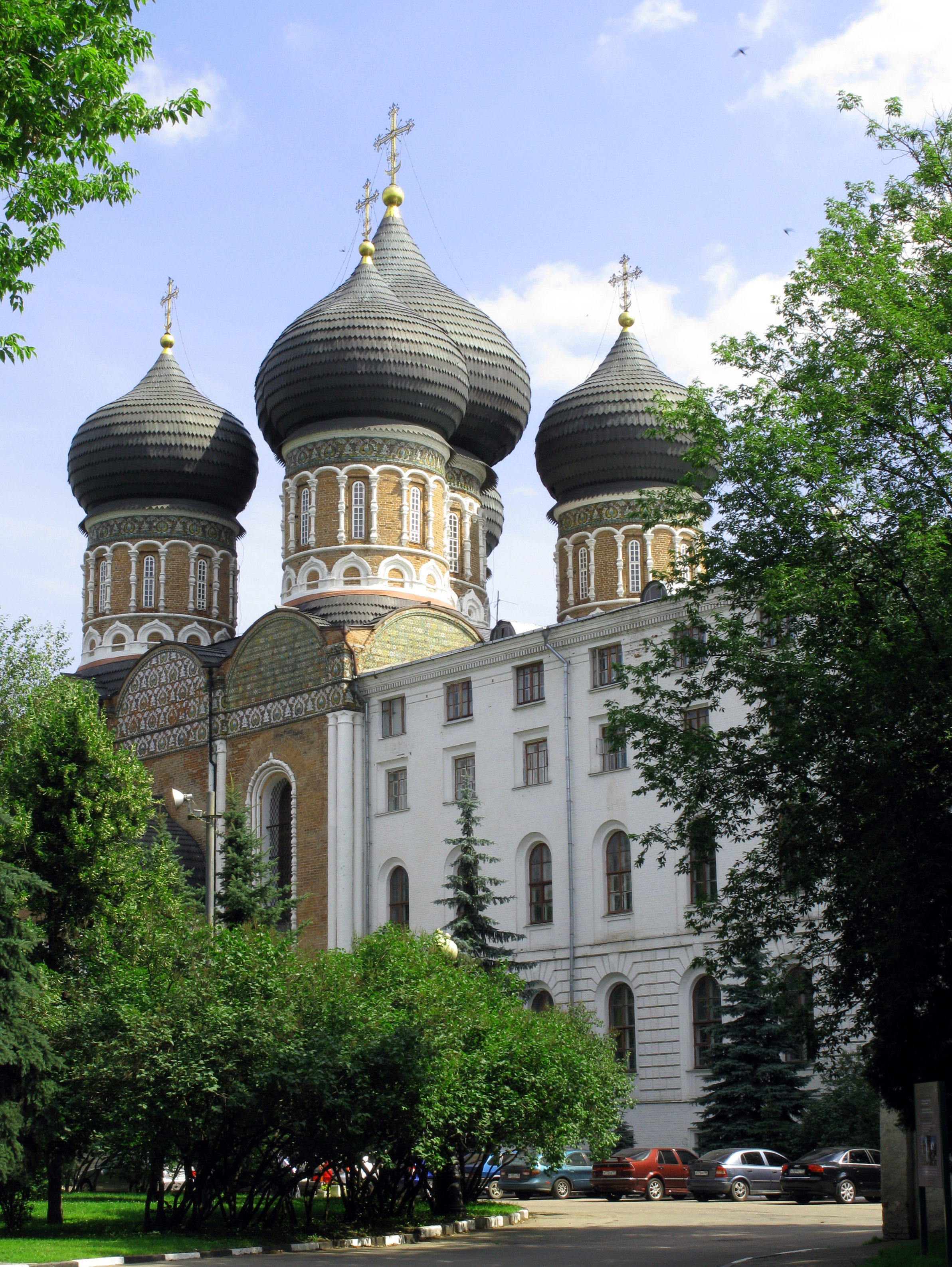
Покровский храм
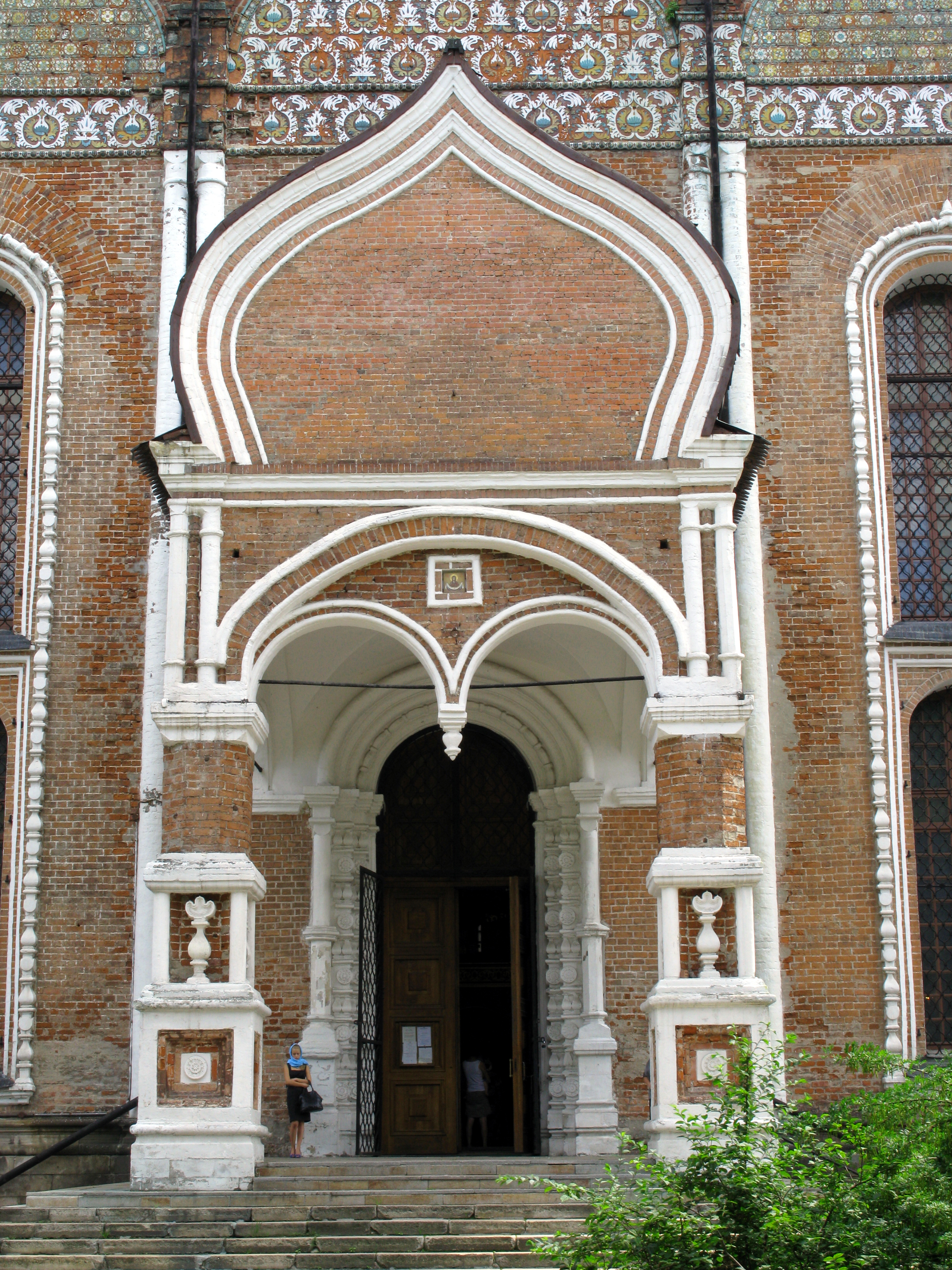
Покровский храм
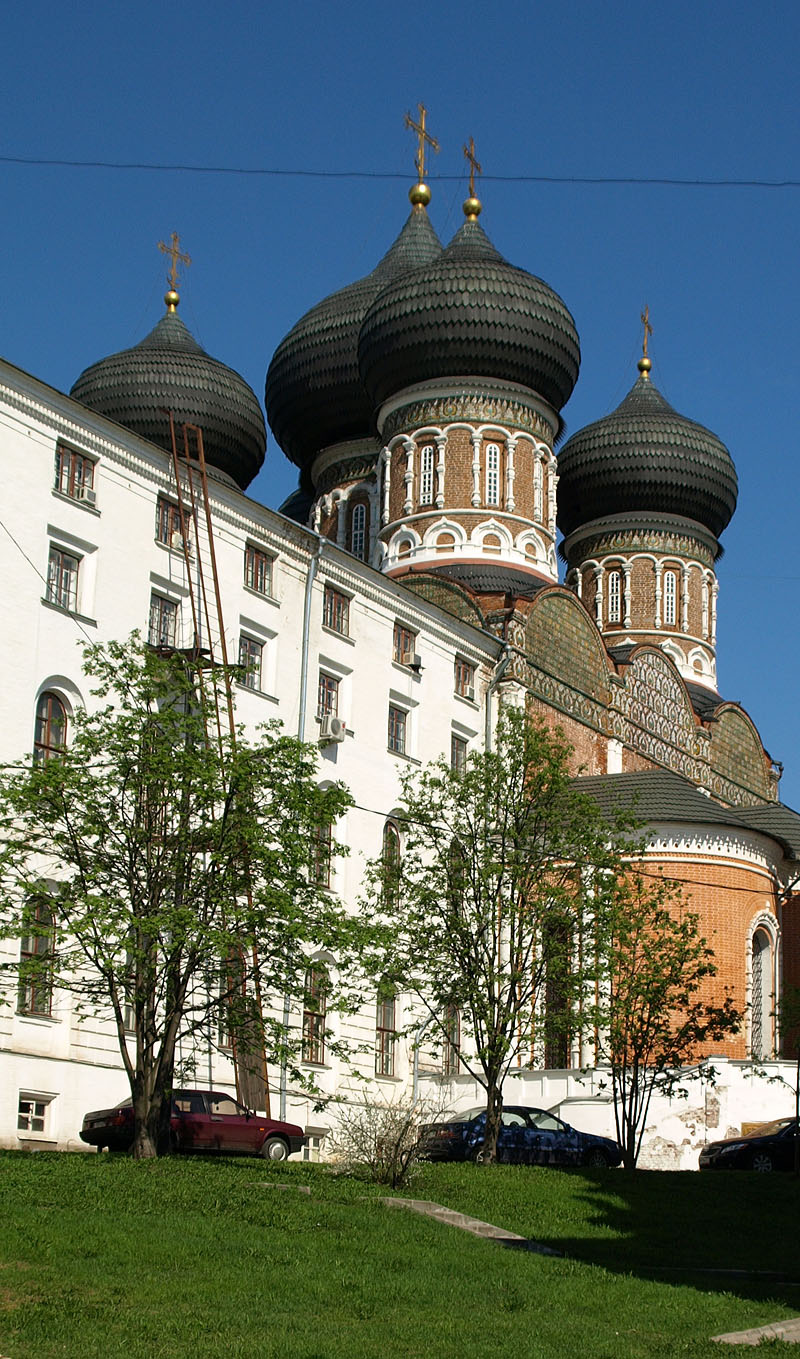
Покровский храм